# Билет государственного внутреннего 4½ % выигрышного займа 1917 года

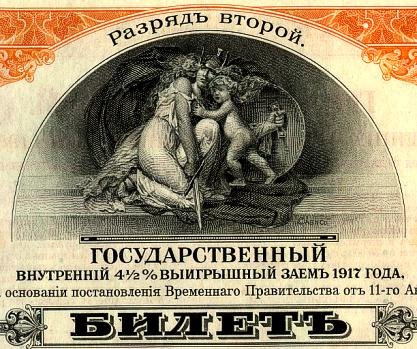
Гравюра «Protection» (альтер. назв. «Mother and Child») на билете Государственного внутреннего 4½ % выигрышного займа 1917 года

Билеты государственного внутреннего 4½ % выигрышного займа 1917 года — государственные облигации, изготовленные по заказу российского Временного правительства американской компанией American Bank Note Company в 1918 году и доставленные морем во Владивосток. Имели нарицательную стоимость в 200 рублей. Использовались в качестве денежных знаков рядом правительств на территории Сибири и Дальнего Востока в 1919—1920 годах.

## Общее описание
Государственный внутренний 4½% выигрышный заём 1917 года был запланирован в виде 5 разрядов на 20 тысяч серий по 100 билетов стоимостью 200 рублей (то есть по 400 миллионов рублей нарицательных на разряд или 2 миллиарда рублей на заём) или 10 миллионов экземпляров. Течение процентов начиналось 16 декабря 1917 года с выплатой процентов 16 июня и 16 декабря в течение 10 лет. Для выплаты процентов билет имел купонный лист из двадцати купонов по 4 рубля 50 копеек каждый. Срок последнего купона истекал 16 декабря 1927 года.

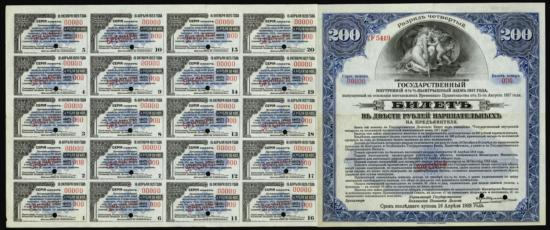
«Образец» билета Государственного внутреннего 4½% выигрышного займа 1917 года четвёртого разряда с полным купонным листом, лицевая сторона

Билеты займа изготовлены на белой бумаге без водяных знаков. Каждому разряду билетов соответствовал свой цвет билета. Размер билета с купонным листом (ШхВ) — 470 мм х 195 мм, в том числе билет — 200×195 мм, купонный лист — 270×195 мм. В процессе изготовления почти все купонные листы были отделены от билетов.
| Разряд                            | Первый  | Второй    | Третий           | Четвёртый | Пятый             |
| --------------------------------- | ------- | --------- | ---------------- | --------- | ----------------- |
| Основной цвет                     | зелёный | оранжевый | тёмно-коричневый | синий     | светло-коричневый |
| Лицевая сторона                   |         |           |                  |           |                   |
| Оборотная сторона                 |         |           |                  |           |                   |
| Купонный лист (лицевая сторона)   |         |           |                  |           |                   |
| Купонный лист (оборотная сторона) |         |           |                  |           |                   |

## Заказ
В 1917 году российским посольствам в Париже, Лондоне и Вашингтоне была направлена специальная директива. Министерство иностранных дел Временного правительства предписывало своим сотрудникам найти возможности на размещение за границей специального заказа на изготовление новых российских денежных знаков. Предполагался выпуск купюр номиналом от 50 копеек до 1000 рублей (известные как государственные кредитные билеты образца 1918—1919 годов), а также облигаций нескольких займов. Данное поручение было выполнено расположенной в Нью-Йорке частной компанией American Bank Note Company.
Всего было заказано 10 000 000 штук  билетов Государственного внутреннего 4½% выигрышного займа 1917 года или:
- облигаций на 2 000 000 000 рублей;
- купонов на 900 000 000 рублей.

Уже через 2,5 месяца, то есть 5 января 1918 года, фирмой было изготовлено 2 000 000 билетов первого разряда на сумму 400 000 000 рублей.
Первое время после свержения правительства А. Ф. Керенского в Вашингтоне ещё надеялись, что политический кризис в России вскоре закончится и в стране установится «законная власть». Но начавшийся процесс принимал затяжной характер и поэтому стороны начали переговоры о расторжении контракта. Однако вскоре выяснилось, что прекращение выпуска данных бумаг сулило весьма большие убытки. В итоге печать облигаций была продолжена «до лучших времён», а получателем займа было признано Омское правительство.
Изготовление последней партии было завершено в начале апреля 1918 года. После этого все 10 миллионов штук билетов были направлены на пароходах «Санта-Крус» и «Шеридан» во Владивосток. Однако, несмотря на все усилия российских финансовых представителей в Америке, к адресату они не попали и длительное время находились в подвешенном состоянии, так как правительства стран Антанты никак не могли договориться о судьбе этого займа.
Только 12 сентября 1919 года, после дополнительных переговоров с американским правительством, облигации были переданы представителю кредитной канцелярии во Владивостоке А. А. Никольскому.

## Использование Омским правительством

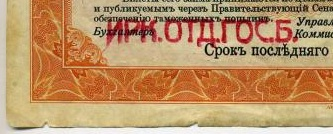
Пример штампа Иркутского ОГБ на билете

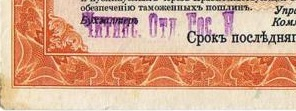
Пример штампа Читинского ОГБ на билете

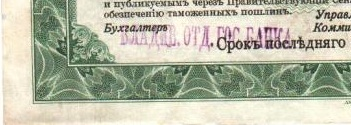
Пример штампа Владивостокского ОГБ на билете

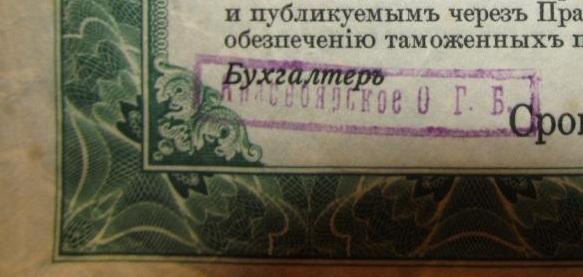
Пример штампа Красноярского ОГБ на билете

Полученные билеты из Владивостока перевозились в Омск через Читу, Верхнеудинск и Иркутск, но до конечного пункта не дошли. В названных городах на облигациях (билетах) накладывались штампы отделений государственного банка (ОГБ) и, таким образом, они становились полноправными денежными знаками. Штемпелеванию подверглись билеты первого, второго и третьего разрядов. Штампы отличались большим разнообразием: они были чёрного, фиолетового, красного и вишнёвого цветов, различной была высота и ширина букв.
| Отделение гос. банка (ОГБ) | Первый разряд | Второй разряд | Третий разряд |
| -------------------------- | ------------- | ------------- | ------------- |
| Иркутское ОГБ              | Х             | Х             | Х             |
| Читинское ОГБ              | Х             | Х             | Х             |
| Владивостокское ОГБ        | Х             | Х             |               |
| Благовещенское ОГБ         | Х             |               |               |
| Красноярское ОГБ           | Х             |               |               |

Правительство Колчака, испытывая кредитный голод, приняло решение о выпуске в обращение, наравне с денежными знаками, билетов государственного внутреннего 4½ % выигрышного займа 1917 года по нарицательной цене: билеты — 200 рублей, купон — 4 рубля 50 копеек.
- 19 сентября 1918 года Совет министров Омского правительства принял закон о хождение билетов и купонов займа наравне с денежными знаками.
- 20 сентября 1918 года закон был опубликован в газетах Иркутска и купоны первого разряда ходили уже в качестве денег по городу.
- 21 сентября 1918 года введены в оборот билеты первого разряда.
- 5 декабря 1918 года введены в оборот билеты и купоны второго разряда.

5 декабря с. г. решено выпустить в обращение в качестве бумажных денежных знаков облигации второго разряда «Государственного внутреннего 4½ % выигрышного займа» на сумму 400 миллионов рублей, а также купонов к ним, на тех же основаниях, что и для облигаций первого разряда этого займа.— «Приамурская жизнь», 18 декабря 1919 года, Хабаровск
- в начале декабря 1918 года осуществлена эмиссия третьего разряда.

Газеты отмечали, что выпущенные без каких-либо доработок деньги-облигации отличаются весьма высоким качеством орнаментально-художественного оформления и бумаги. Поэтому подделка их весьма затруднена. Это привело к тому, что уже 22 ноября 1918 года, то есть на следующий день после выпуска первого разряда займа, на денежном рынке Иркутска за купон, имевший нарицательную стоимость 4 рубля 50 копеек, горожане охотно давали 5 рублей «сибирскими».
Сибирский революционный комитет, постановлением от 18 февраля 1920 года аннулировал «сибирские» деньги всех выпусков и в том числе билеты государственного внутреннего 4½ % выигрышного займа 1917 года.

### Описания в каталогах
Каталог Пика относит использование билетов Правительством Колчака к региональным выпускам в разделе Siberia&Urals/RUSSIA.
|                                      | Первый разряд | Второй разряд | Третий разряд |
| ------------------------------------ | ------------- | ------------- | ------------- |
| Билет с купонным листом — 290 руб.   | P-S881        | P-S885        | P-S889        |
| Билет без купонным листом — 200 руб. | P-S882        | P-S886        | P-S890        |
| Купонный лист — 90 руб.              | P-S883        | P-S887        | P-S891        |
| 1 купон — 4 руб. 50 коп.             | P-S884        | P-S888        | P-S892        |

В каталоге Рябченко /5/ билеты 4-1/2% выигрышного займа 1917 г. систематизированы по Отделениям гос. банка, купоны — по разрядам:
| Отделение гос. банка (ОГБ) | Первый разряд | Второй разряд | Третий разряд |
| -------------------------- | ------------- | ------------- | ------------- |
| Иркутское ОГБ              | 4905р         | 4909р         | 4912р         |
| Читинское ОГБ              | 4907р         | 4910р         | 4913р         |
| Владивостокское ОГБ        | 4904р         | 4908р         |               |
| Благовещенское ОГБ         | 4903р         |               |               |
| Красноярское ОГБ           | 4906р         |               |               |
| Купонный лист — 90 руб.    | 4915р         | 4917р         | 4919р         |
| Купон — 4 руб. 50 коп      | 4916р         | 4918р         | 4920р         |

## Использование Сибирским революционным комитетом

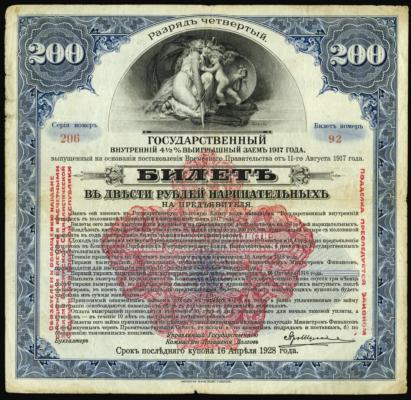
Билет четвёртого разряда с надпечаткой большевистского Сибирского революционного комитета

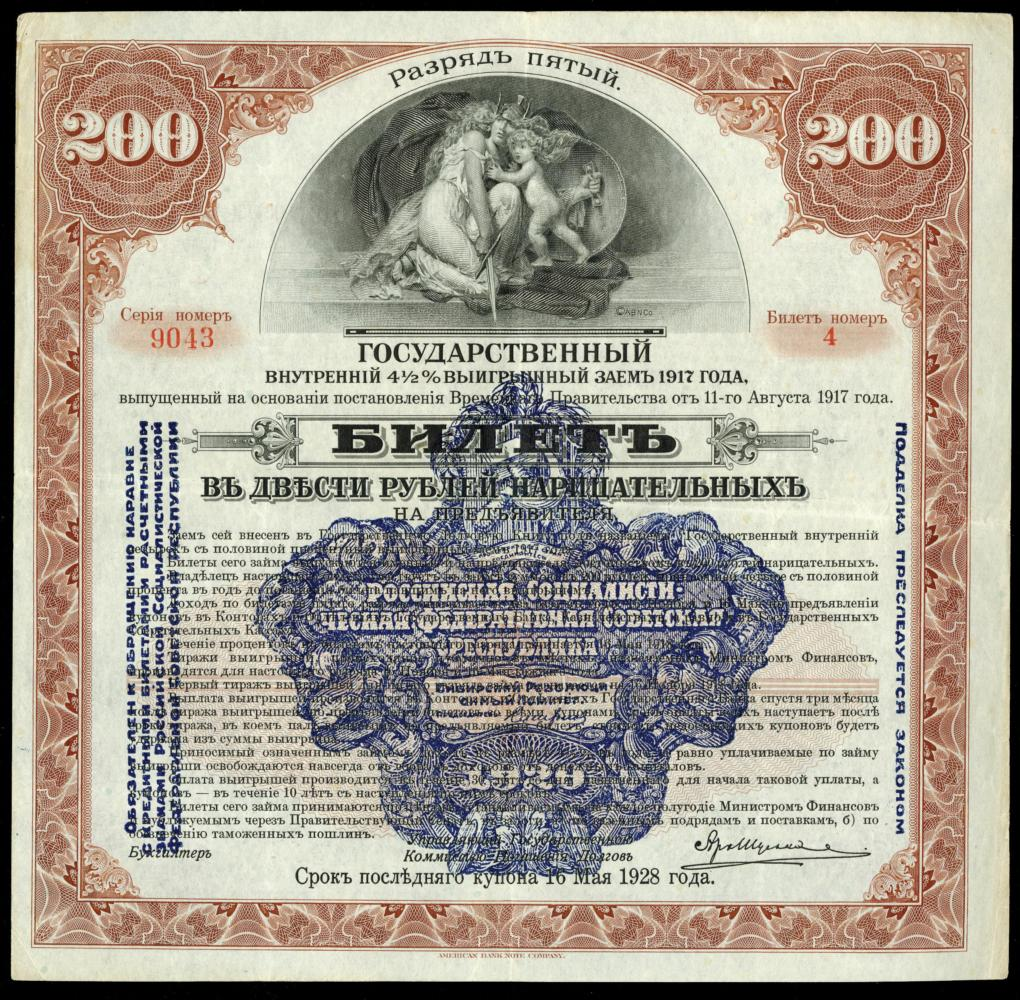
Билет пятого разряда с надпечаткой Сибирского революционного комитета

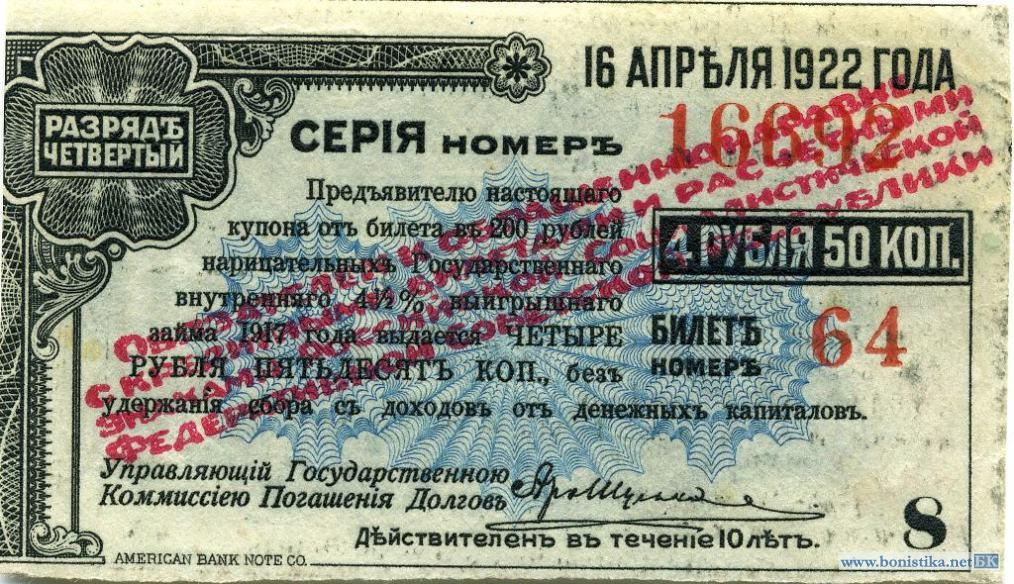
Купон четвертого разряда с надпечаткой Сибирского революционного комитета

По мере оттеснения на восток армий Колчака частями РККА большевики на освобождённых территориях «изживали» дензнаки «верховного правителя», называемые в народе «сибирки», «колчаковки», «омские», массово находившиеся в обращении на территориях Урала, Сибири и Дальнего Востока.
Но с аннулированием «белогвардейских» дензнаков возникал вопрос о том, какие деньги имеют платёжную силу при Советской власти. Снабжение территорий Сибири, освобождённых от власти белых, дензнаками РСФСР ещё не было налажено. Сначала проблему спешно попытались решать на местах местные власти.
Учитывая удачный опыт правительства Колчака по выпуску в качестве денег облигаций первых трёх разрядов «Государственного внутреннего 4,5 % выигрышного займа 1917 года», финансовое управление Сибревкома решило провести аналогичную операцию с оказавшимися в его распоряжении двумя последними разрядами этого займа.
Для того чтобы данные облигации-деньги внешне резко отличались от ранее выпущенных, было принято решение ввести их в оборот с яркими надпечатками, выполненными красным и темно-синим цветами — соответственно для четвёртого и пятого разрядов займа.
Надпечатки на облигациях были выполнены в виде картуша из стилизованных листьев, внутри которого стояли надписи: «Российская Социалистическая Федеративная Советская Республика» и «Сибирский Революционный комитет», а также год выпуска — «1920». Слева от картуша и на купонах было напечатано: «Обязателен к обращению наравне с кредитными билетами и расчетными знаками Российской Социалистической Федеративной Республики».
В книге профессора Л. Н. Юровского «Наше денежное обращение» (1926 год) приведены сведения о том, что эмиссия так называемых в своё время «надпечаток» производилась с 26 февраля по 6 июня 1920 г. За это время было выпущено денег на сумму 1 158 799 200, что практически равно общему количеству билетов и купонных листов в двух разрядах (2 разряда по 2 000 000 экз. по 290 рублей).
По поводу хождения введённых в оборот Сибревкомом денежных знаков Наркомфином РСФСР был выпущен циркуляр № 38 от 3 сентября 1920 года следующего содержания:

 Народный Комиссар финансов дает знать, что выпущенные в Сибири билеты «Государственного внутреннего 4½ % выигрышного займа 1917 года» 4 и 5 разрядов и купоны к ним, снабженные грифом советской власти: «Обязателен к обращению наравне с кредитными билетами и расчетными знаками Российской Социалистической Федеративной Советской Республики» вне Сибири могут беспрепятственно обмениваться на общегосударственные денежные знаки. 
Выпущенные на основе изготовленных в США облигаций займа 4-го и 5-го разрядов денежные знаки, по сообщениям «Известий Наркомфина» (№ 12, 1921 год), успешно ходили не только в Иркутской губернии, но и в Якутской области. Они проникли и дальше на восток, сыграв чрезвычайно важную роль в смягчении денежного голода. Вместе с тем эти деньги способствовали искусственному повышению цен на все продовольственные и промышленные товары. Это было связано с тем, что самыми мелкими купюрами оказались деньги-купоны в 4 рубля 50 копеек, то есть они играли роль денежной единицы вместо рубля, реально отсутствовавшего в обороте.

### Описания в каталогах
Каталог Пика относит использование билетов Сибревкомом к региональным выпускам в разделе Siberia&Urals/RUSSIA.
|                                      | Четвертый разряд | Пятый разряд |
| ------------------------------------ | ---------------- | ------------ |
| Билет без купонным листом — 200 руб. | P-S899           | P-S902       |
| Купонный лист — 90 руб.              | P-S900           | P-S903       |
| 1 купон — 4 руб. 50 коп.             | P-S901           | P-S904       |

В каталоге Рябченко /5/
|                                      | Четвертый разряд | Пятый разряд |
| ------------------------------------ | ---------------- | ------------ |
| Билет без купонным листом — 200 руб. | 5224р            | 5225р        |
| Купонный лист — 90 руб.              | 5226р            | 5228р        |
| 1 купон — 4 руб. 50 коп.             | 5227р            | 5229р        |
| Целый лист с купонами                | 5230р            | 5230р        |